# Grigorije Durić
Grigorije Durić (Vareš, 17. prosinca 1967.) episkop je srpske pravoslavne eparhije düsseldorfske i njemačke. 

## Životopis
Grigorije Durić je rođen  1967. godine u Varešu, u središnjoj Bosni i Hercegovini, u pravoslavnoj obitelji, od oca Zdravka Durića i majke Savke rođ. Jović. Djetinjstvo je proveo u selu Planinica, gdje je živjela njegova obitelj, inače porijeklom iz sela Banjani u Crnoj Gori, a u okolini Bilećkog jezera.
Osnovnu školu završio je u Varešu 1981. godine, a 1984. Elektroničarsku školu završio je u Varešu. Srednju Bogoslovsku školu je upisao 1984. i završio je 1988. u Beogradu, nakon čega upisuje Bogoslovski fakultet u Skoplju i potom 1989. odlazi na odsluženje vojnog roka u Zagreb. Od 1995. do 1997. je bio na postdiplomskim studijama u Ateni.
Zamonašen je u manastiru Ostrog 23. lipnja 1992. godine, odakle odlazi sa episkopom Atanasijem Jevtićem u obnovljeni manastir Uspijenja Presvete Bogorodice Tvrdoš pokraj Trebinja. Rukopoložen je za jerođakona 17. lipnja 1992., a za jeromonaha 19. kolovoza 1992. godine. Tvrdoški iguman postaje 12. svibnja 1996., a arhimandrit 19. kolovoza 1997. godine. 
Na redovnom zasjedanju Svetog arhijerejskog sabora Srpske pravoslavne crkve od 13. do 15. svibnja 1999. godine izabran je za vikarnog episkopa humskog pri Eparhiji zahumsko-hercegovačkoj i primorskoj. Na izvanrednom saborskom zasjedanju od 13. do 18. rujna iste godine, nakon povlačenja episkopa Atanasija Jevtića, izabran je na upražnjenu eparhijsku katedru. Na vladičanskom tronu eparhije zahumsko-hercegovačke i primorske Grigorije Dukić je ustoličen po blagoslovu patrijarha srpskog Pavla, od mitropolita crnogorsko-primorskog Amfilohija 3. listopada 1999.. U jednom razdoblju je bio je administrator dabrobosanski, dok se na dužnosti hercegovačko episkopa zadržao do 2018. godine kada je imenovan episkopom düsseldorfskim i njemačkim.  
Dana 29. listopada 2014. godine na Pravoslavnom bogoslovskom fakultetu u Beogradu doktorirao je teologiju. Siječnja 2017. godine imenovan je za člana Senata bosanskohercegovačkog entiteta Republika Srpska na sedmogodišnji mandat. Napisao je knjigu Preko praga za koju je 22. prosinca 2017. godine dobio Nagradu Kočićevo pero, kao i Nagradu Kočićeva knjiga.

## Vanjske povezice
- Vladika Grigorije Durić